# Artázcoz
Artázcoz (Artazkotz en euskera) es un concejo perteneciente al municipio de  la Cendea de Olza, Comunidad Foral de Navarra, España. Está situado a poco más de 15 kilómetros de Pamplona.

## Festividad
Las fiestas de la localidad se celebran alrededor del 11 de noviembre (San Martín).

## Comunicaciones
| Eskualdeko Hiri Garraioa/Transporte Urbano Comarcal |   |
| Taxi Iruñerria                                      |   |
| Zona                                                | B |
| Estaciones                                          |   |